# ليرا
بلدية ليرا (بالإسبانية: Llera)‏, هي إحدى بلديات مقاطعة بطليوس, التي تقع في منطقة إكستريمادورا, والتي تقع في غرب إسبانيا.
يبلغ عدد سكانها 955 نسمة وفقاً لإحصائية سنة (2002).